# Krzepów

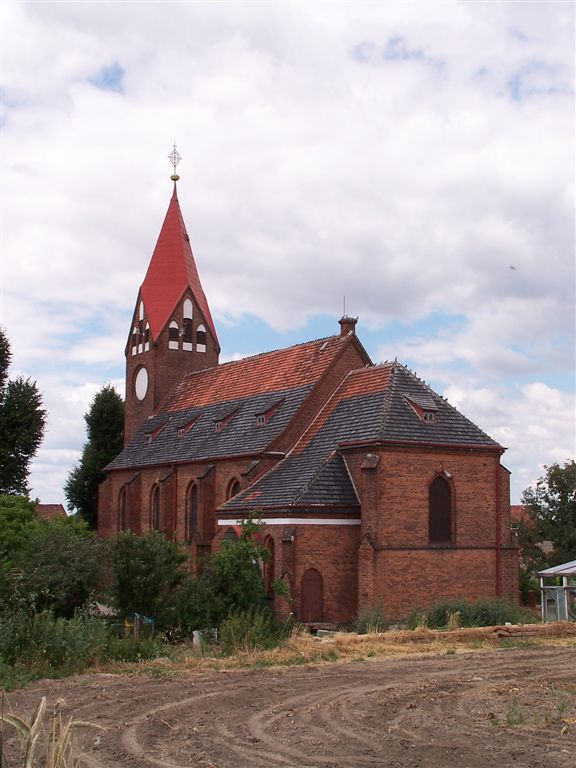
Kościół Najświętszego Serca Pana Jezusa

Osiedle Krzepów w Głogowie – dzielnica mieszkaniowa na terenie Głogowa  od 1984 roku, która pierwotnie stanowiła przedmieście. Charakteryzuje się zabudową jednorodzinną. Na terenie osiedla znajduje się stacja kolejowa oraz planowana jest budowa Trasy Obwodowej z węzłem przy ul. Rudnowskiej.

## Nazwa
W księdze łacińskiej Liber fundationis episcopatus Vratislaviensis (pol. Księga uposażeń biskupstwa wrocławskiego) spisanej za czasów biskupa Henryka z Wierzbna w latach 1295–1305 miejscowość wymieniona jest w zlatynizowanej formie Crzepowo.

## Historia
Z uwagi na katastrofalne zniszczenia Głogowa po oblężeniu w 1945 i brak odpowiednich budynków w mieście, w Krzepowie mieścił się od 28 maja 1945 Zarząd Miejski (w gospodarstwie nr 35). Pierwszym polskim burmistrzem po wojnie był Eugeniusz Hoinka.
W latach 1954–1964 wieś należała do gromady Nosocice, po jej zniesieniu z powodu przeniesienia siedziby, należała i była siedzibą władz gromady Krzepów.

## Zabytki
Do wojewódzkiego rejestru zabytków wpisany jest obiekt:
- kościół ewangelicki, ob. rzym.kat. par. pw. Najświętszego Serca Pana Jezusa, ul. Kościelna 1, z l. 1910-11

## Granice osiedla
Północ - Nosocice, Piastów Śląskich

Południe - Gmina Głogów

Wschód - Gmina Głogów

Zachód - Górkowo